# نحن ال99%

ملصق "بوستر" نحن ال99% ويشير إلى حركة التضامن البولندي

نحن الـ 99% هو شعار سياسي استخدم على نطاق واسع وتمت صياغته خلال (حركة احتلوا) عام 2011. تشير العبارة بشكل مباشر إلى التفاوت في الدخل والثروة في الولايات المتحدة، مع تركز الثروة بين شريحة الواحد في المائة الأعلى دخلا. وهو يعكس فكرة مفادها أن "99%" يدفعون ثمن أخطاء أقلية ضئيلة داخل الطبقة العليا.
وفقًا لمعهد السياسة الاقتصادية، اعتبارًا من عام 2019، بلغ متوسط أجر أعلى 1٪ حوالي 758.434 دولارًا. ومع ذلك، فإن نسبة 1% ليست بالضرورة إشارة إلى أعلى 1% من أصحاب الأجور، ولكنها إشارة إلى أعلى 1% من الأفراد من حيث صافي الثروة، والذين لا تمثل أجورهم المكتسبة سوى جزء صغير من إجمالي مصادر ثروتهم.

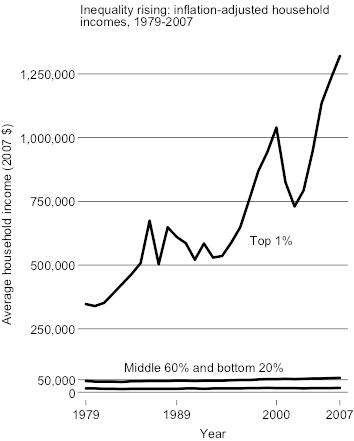
رسم بياني يوضح التغيرات في الدخل الأمريكي الحقيقي في أعلى 1٪، والمتوسطة 60٪، وأقل 20٪ ، من 1979 حتى 2007.

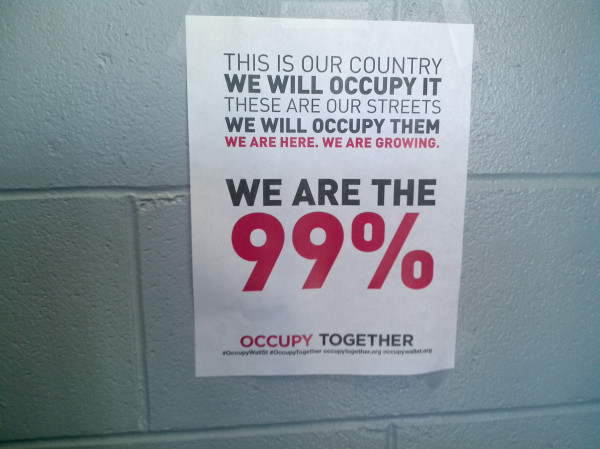
بوستر حركة احتلوا وول ستريت

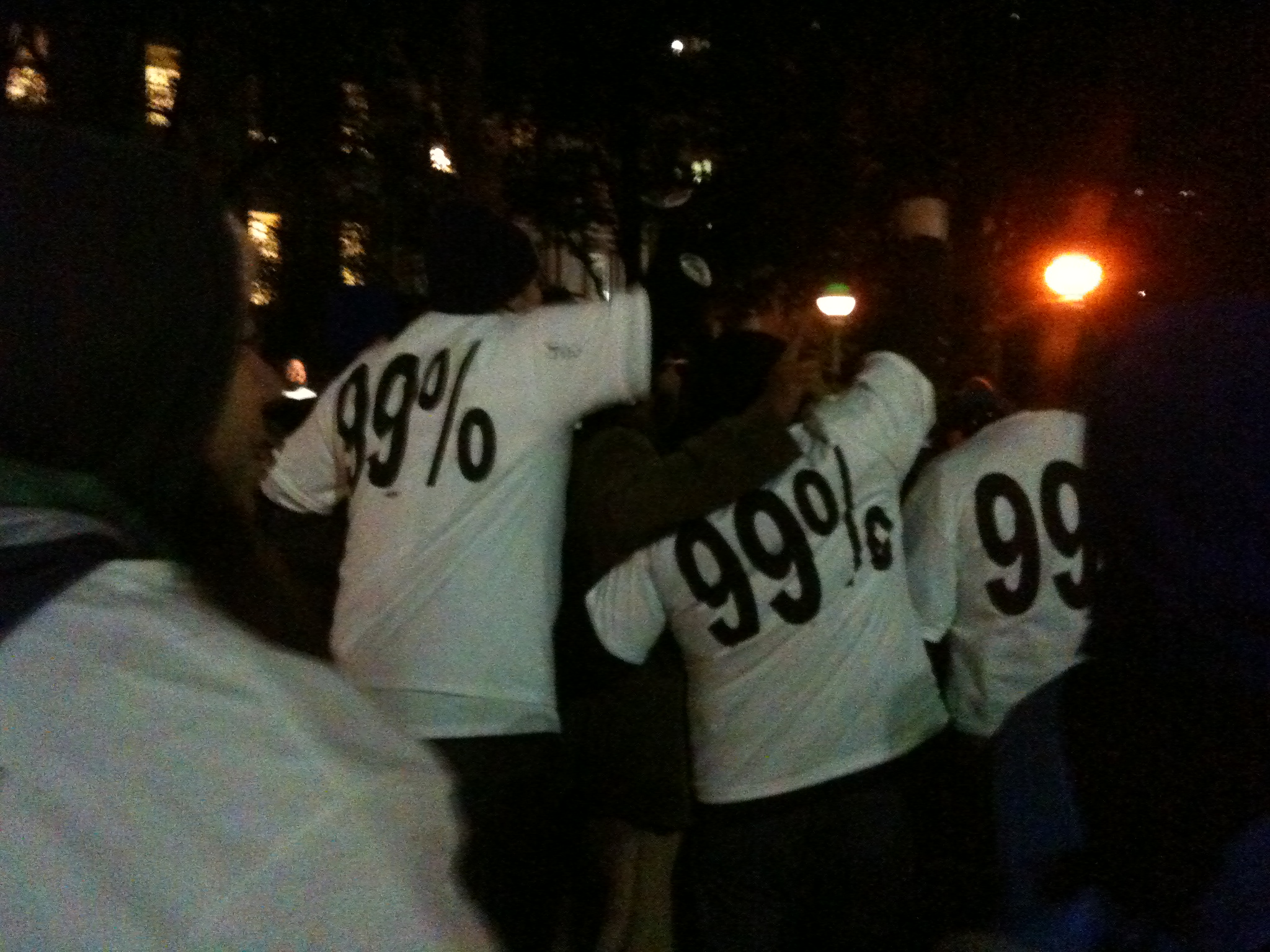
المتظاهرون مع القمصان "99٪" في مظاهرات احتلوا وول ستريت في 17 نوفمبر 2011 بالقرب من قاعة مدينة نيويورك.